# Улица Урицкого (Новосибирск)

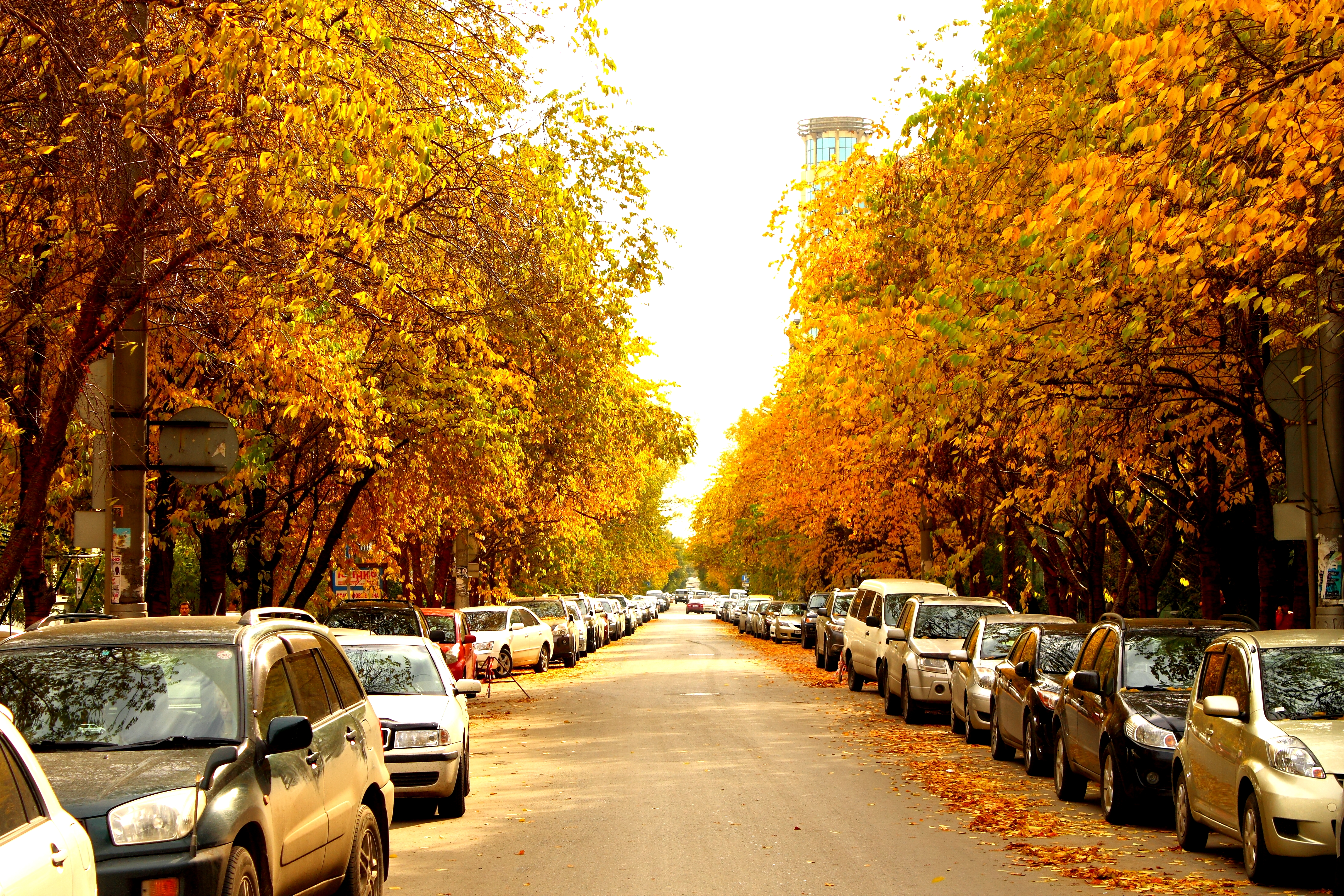
Улица осенью

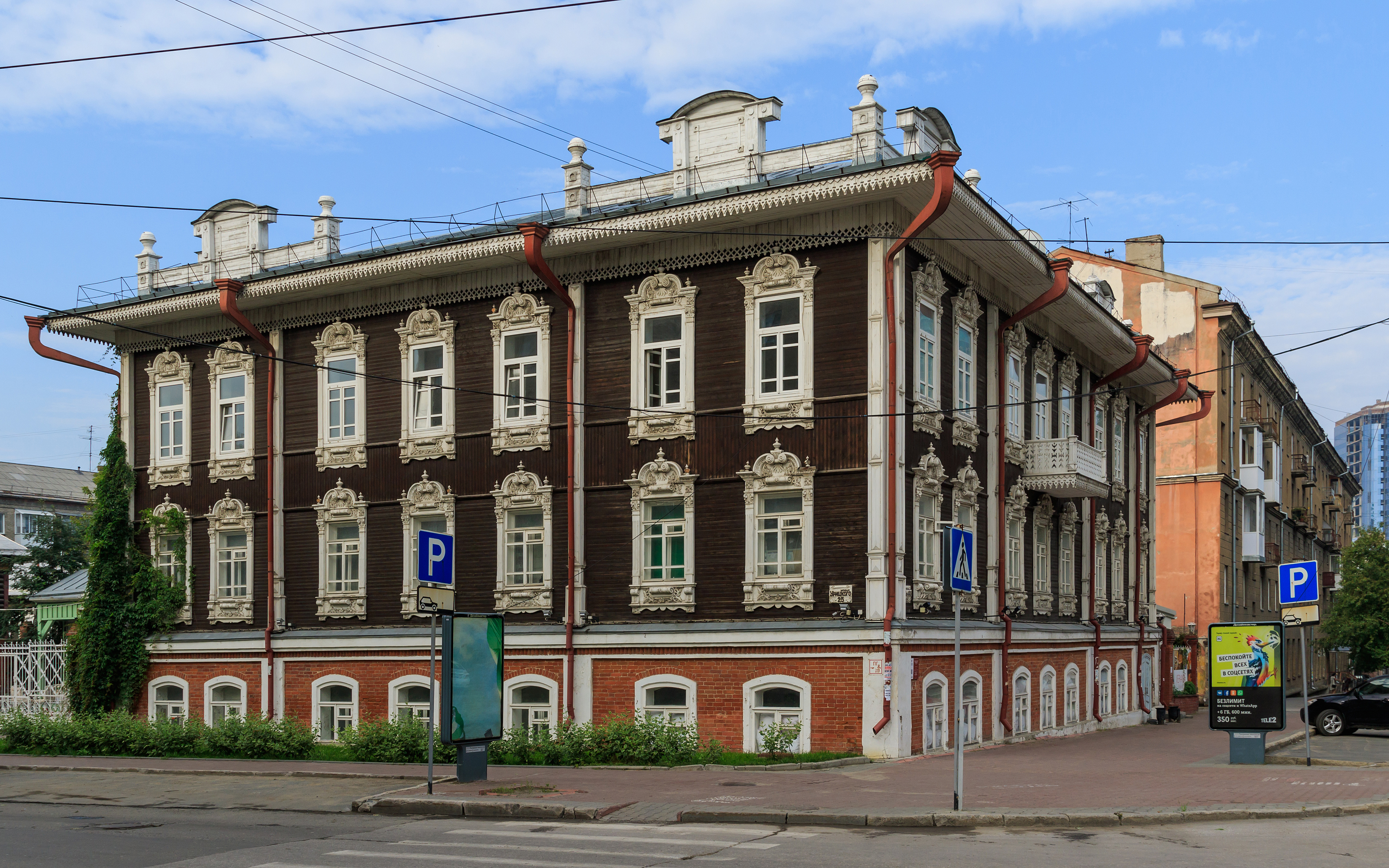
Деревянный дом (№ 25) на углу с улицей Ленина

Улица Ури́цкого — улица Новосибирска, которая начинается от улицы Коммунистической, заканчивается у Вокзальной магистрали и идёт параллельно Красному проспекту и улице Советской.
Пересекает улицу Октябрьскую, улицу Чаплыгина, улицу Максима Горького, улицу Щетинкина, улицу Депутатскую, улицу Ленина. 
Находится в районе Новосибирска, называемом «Тихий центр». На улице расположены несколько зданий, являющихся памятниками истории и культуры регионального значения.

## История
Первоначально носила наименование Алтайская. В 1909 году получила имя Гондатти, в честь губернатора Томской губернии Николая Львовича Гондатти, почетного гражданина города Новониколаевска, оказавшего помощь городу при пожаре 11 мая 1909 года.
5 августа 1920 года постановлением Горуездного исполкома улице было присвоено название Урицкого в честь большевика Урицкого Моисея Соломоновича, члена РСДРП(б), председателя Петроградской чрезвычайной комиссии (ЧК).

## Здания
- № 1 — Дом ЖСКТ Заготзерно. Жилой дом
- № 2 — Роддом № 1. Дом купца Кагана. Построен в 1908 году на пересечении улиц Урицкого (Гондатти) и Коммунистической (Гудимовской). Принадлежал купцу Арону Иосифовичу Кагану, новониколаевскому купцу — хлеботорговцу. После окончательного установления Советской власти в 1920 г. экспроприирован и передан музею. С 1926 года в здании располагались сибирские краевые союзы потребкооперации. Надстроен второй этаж. Позднее здание было приспособлено под родильный дом № 1.
- № 15 — «Жилой дом служащих госбанка». Здание является одним из первых в Новосибирске многоквартирных жилых домов, в котором наряду с преобладанием стилизованных форм ордерной архитектуры прослеживаются элементы и приемы разных стилей, включая модерн. В архитектуре жилого дома, построенного по проекту А. Д. Крячкова в 1932—1935 гг. (по некоторым данным, в 1926—1928 гг.) для служащих банка, виден высокий профессионализм автора проекта, а также отличное качество строительных работ.
- № 17 — Жилой дом по ул. Урицкого № 17. Здание является характерным образцом жилого многоквартирного дома середины 1930-х годов. Дом, построенный по проекту архитектора А. Н. Ширяева на рубеже перехода от «конструктивизма» к «советскому классицизму», содержит в себе элементы того и другого направления.
- № 20 — «Паркхаус». Клубный дом с квартирами площадью от 131 до 270 м². В некоторых квартирах впервые в Новосибирске предусмотрены так называемые «квартиры в квартирах», имеющие отдельную инфраструктуру и позволяющие абсолютно автономно строить свой внутренний мир. Это может быть использовано для постоянного проживания в доме прислуги, людей, помогающих в воспитании детей, или для организации отдельной территории для уже взрослых детей.
- № 24 — Здание Сибмедторга по ул. Ленина № 9/ ул. Урицкого, 24. Построено в Новосибирске в 1925 г. Позднее здесь разместился Центральный склад аптечно-медицинского снабжения Западно-Сибирского края. В 1950-е гг. здание Сибмедторга претерпело реконструкцию и сейчас скрыто в объёме 6-этажного здания.
- № 25 — Памятник деревянного зодчества по ул. Ленина № 11 / ул. Урицкого, 25. По данным техпаспорта БТИ дом на углу Ленина и Урицкого построен в 1905 году. Здесь располагалась гимназия П. А. Смирновой, именовавшаяся с 1916 года «Первая Новониколаевская женская гимназия М. Н. П.». Начиная с 1913 года, это здание занимают школьные учреждения, до конца 1990-х годов в нём размещалась очно-заочная школа № 40. Большой ущерб дому, и особенно его декору, нанес пожар в 1975 году. В 1990-х годах часть здания занимало кафе «У Николая». После второго большого пожара, зимой 2000 года, здание пришлось полностью реконструировать. В настоящее время в здании располагаются ресторан и гостиница.
- № 34 — Жилой дом по улице Урицкого № 34.  Построен инженером И. А. Бурлаковым (?). Один из первых многоэтажных жилых домов Новосибирска. Дом строился в 1927 г. на углу улиц Урицкого и Трудовой. Здание в четыре этажа имело железобетонные перекрытия и содержало в себе двадцать пять трехкомнатных квартир с отдельными кухнями. Дом был оборудован водопроводом и центральным отоплением.
- № 36 — Здание Управления Западно-Сибирской железной дороги. Построено в 1935 г. по проекту архитекторов Венгерова и А. Н. Ширяева. На Вокзальную магистраль ориентирована административная часть здания, на улицу Урицкого — жилая, где размещались служащие Управления Западно-Сибирской железной дороги.
- № 37 — Жилой дом Томской железной дороги. Построен в 1935 г. в стиле постконструктивизма по проекту архитектора А. Н. Ширяева. На верхнем этаже здания были устроены обширные обходные лоджии, которые немного позднее из-за несоответствия климатическим условиям были застроены и превращены в комнаты.

## Транспорт
По улице Урицкого не проходят маршруты общественного транспорта.